# Шестаков, Алексей Андреевич
Алексе́й Андре́евич Шестако́в (17 октября 1914, Копылы, Вятская губерния — 8 января 1997) — советский военный деятель, капитан Рабоче-крестьянской Красной Армии, участник Великой Отечественной войны, Герой Советского Союза (27 июня 1945).

## Биография
Родился 17 октября 1914 года в деревне Копылы (ныне — Котельничского района Кировской области).
Чемпион Кировской области по городошному спорту 1949 года в составе команды города Котельнича.

## Награды
- Герой Советского Союза (27 июня 1945 года);
- орден Ленина (27 июня 1945 года);
- орден Красного Знамени;
- орден Александра Невского;
- орден Отечественной войны 1 степени;
- орден Красной Звезды;
- медали.